# Gewalt an Schulen
Gewalt an Schulen äußert sich in physischer und psychischer Gewalt vor allem zwischen Schülern, zwischen Schülern und Lehrern und zwischen Schulfremden und Schülern bzw. Lehrern. Spezielle Formen der Gewalt an Schulen sind Mobbing (auch Bullying genannt) und Schulmassaker/School Shootings, auch Amokläufe genannt.

## Definitionen
Unter den Begriff Gewalt fallen Handlungen, durch die auf Menschen oder Gegenstände schädigend eingewirkt wird. Zu den Körperverletzungen zählen laut einem Bericht der Unfallkasse Hessen unter anderem Blutergüsse, Schürfwunden, Zahnschäden und Knochenbrüche.
Die Vorfälle ereignen sich auf dem Schulweg, während der Schulpause oder während des Unterrichts. Auch Psychoterror bzw. Mobbing erfüllt den Straftatbestand der Körperverletzung. Die sogenannte strukturelle Gewalt gilt auch für den Bereich der Schule.
Körperstrafen (auch „Züchtigung“ genannt) sind als Erziehungs- und Ordnungsmaßnahme den Eltern erst seit dem Jahr 2000 durch Änderung des BGB 1631 durch das Gesetz zur Ächtung von Gewalt in der Erziehung in Deutschland verboten. In der Schule ist körperliche Bestrafung auch erst seit 1998 verboten, während sie in der Ausbildung durch Lehrherren bereits 1951 (in der BRD) verboten worden war.

## Ursachen
Unmittelbare Kausalitäten gibt es anscheinend nicht. Vielmehr wird angenommen, dass es ein Geflecht von sich wechselseitig begünstigenden persönlichen und sozialen Ursachen, Anlässen und Gründen gibt.
Zu den sozialen Risikofaktoren zählen:
- Familie: Erziehungsstil ist zurückweisend, bestrafend, inkonsistent, restriktiv und/oder gewalttätig (Täter), überbehütet (Opfer);
- Schule: hoher Anpassungsdruck, negative Sozialbeziehungen, schulisches Versagen bzw. Misserfolg, Etikettierung, restriktives Erziehungsverhalten;
- Peergroup: gewalttätige, gewaltverherrlichende und/oder straffällige Gruppen;
- Soziales Umfeld: kriminelles/gewalttätiges Umfeld, geringer sozioökonomischer Status (Armut, Arbeitslosigkeit, Sozialhilfe);
- Medien: unreflektierte/einseitige Gewaltdarstellung (selten die Opferperspektive), Darstellung von Gewalt als normales Konfliktlösungsmittel in Medien (Film, Computer-Spiele etc.) – siehe auch Medienverwahrlosung;
- Gesellschaft: Aggression (aggressive Rhetorik, Krieg o. ä.) gegen andere Staaten, gesellschaftliche Gruppen und/oder Minderheiten.
- Religion: zunehmende Gewaltbereitschaft muslimischer Jugendlicher, je stärker die Bindung zum Islam.[6]

Obwohl Studien den Einfluss persönlicher (biologischer) Merkmale nachweisen, ist dieser Zusammenhang in der Forschung stark umstritten. Die meisten Forscher haben sich auf folgendes Modell geeinigt: Biologische Merkmale prägen das Potential zu gewalttätigem Verhalten, dieses kann aber durch soziale Faktoren verstärkt oder vermindert werden.
Verminderte Aggressionshemmung und hohe Gewaltrate unter Jugendlichen wird unter anderem dadurch erklärt, dass in der Jugend ein hohes Bedürfnis an Autonomie und Selbstverwirklichung besteht, welches durch das Testen und Brechen sozialer Normen vorübergehend gestillt werden kann. Sozialforscher wie Ferdinand Sutterlüty nennen mangelnde gesellschaftliche Anerkennung als Gewaltmotiv.
Der Soziologe Norbert Elias warnte 1989: „Wenn die Gesellschaft den Menschen der heranwachsenden Generation eine kreative Sinnerfüllung versagt, dann finden sie schließlich ihre Erfüllung in der Zerstörung.“
In 15 untersuchten School Shootings an US-amerikanischen Schulen hatten die Täter in 12 der Fälle zuvor unter massivem Mobbing gelitten. Außerdem erfuhren viele der Täter vor der Tat andauernde soziale Zurückweisung durch Gleichaltrige und/oder hatten ein soziales Verlustereignis wie zurückgewiesene romantische Gefühle. Auch der U. S. Secret Service und das U. S. Bildungsministerium kamen in einer Studie aller US-amerikanischen Fälle von 1974 bis Juni 2000 bei über 70 % der Täter, deren Alter von 11 bis 21 Jahren reichte, zum gleichen Befund.

## Folgen
Eine Zusammenschau bereits publizierter Forschungsbefunde zeigt, dass Gewalt in Schulen (und insbesondere Schulmobbing) viele negative Konsequenzen hat. Verglichen mit nichtinvolvierten Jugendlichen, leiden sowohl Täter als auch Opfer unter einem schlechteren Gesundheitszustand und psychischen Wohlbefinden, unter mehr Angst, Depressivität, Suizidalität und psychosomatischen Symptomen. Weiters fühlen sie sich unsicherer in der Schule und bleiben auch häufiger fern und haben einen geringeren akademischen Erfolg. Aufgrund der Ernsthaftigkeit dieser negativen Folgen und aufgrund der Tatsache, dass viele Symptome bis in das Erwachsenenalter persistieren, wurde Schulmobbing als eine große Herausforderung für das öffentliche Gesundheitssystem, für das Bildungswesen und für die Wirtschaft identifiziert.

## Deeskalation und Prävention
Angebote der Schulsozialarbeit wie Schulmediation, Schlichtungsstellen, andere Präventionsprojekte können zur Gewaltdeeskalation beitragen. Um Gewalt, insbesondere physische, im Vorfeld zu verhindern, werden an den betroffenen Schulen Programme zur Veränderung der Lern- und Schulkultur ins Leben gerufen.
Primäre, universelle Gewaltprävention, aber auch sekundäre, selektive Prävention, der Zugang auf Risikogruppen, sollte auf mehreren Ebenen ansetzen:
1. bei den Schülern (potentielle Täter wie Opfer und ihren Eltern),
2. in der Klasse, bei den Lehrern und auf Unterrichtsebene (Lehrer-Schüler-Interaktion) und
3. auf der Schul- und Curriculumsebene (Schulklima).

Für die Präventionsarbeit mit Kindern sind verschiedene Konzepte entwickelt worden:
- Training mit sozial unsicheren Kindern oder Training mit aggressiven Kindern von Franz Petermann und Ulrike Petermann – beinhaltet neben vielen Einzel- und Gruppeneinheiten zum Training von sozialen Kompetenzen oder dem Aufbau von Empathie auch Einheiten zur Elternarbeit.
- Das Programm „Faustlos“ von Manfred Cierpka 2001 für die Grundschule fördert soziale und emotionale Kompetenzen und ist wie die beiden vorher genannten wissenschaftlich evaluiert.
- Der „Triple P-Ansatz“ von Matt Sanders 1996 hat den Aufbau positiven Erziehungsverhaltens bei den Eltern zum Ziel und hat unterschiedliche Stufen der Unterstützung, Schulung und Begleitung von Eltern in der Verbesserung der Erziehung und des Modellverhaltens.

Die Lehrerausbildung im deutschsprachigen Raum vermittelte bisher kaum, wie Lehrer Mobbing erkennen und wie sie effektiv darauf reagieren können. Dabei können Trainingsprogramme zielführend sein, die speziell Lehrer ansprechen, um ihre präventiv-interventive Handlungskompetenzen zu stärken. Ein Beispiel wäre das „Konstanzer Trainingmodell“ (KTM) von Tennstädt und Dann 1994, ein integratives Selbsthilfeprogramm zur Bewältigung von Störung und Aggression im Unterricht (Begreifen-Begründen-Bewältigen). Schulkultur und Schulklima lassen sich durch verbesserte Pausenaufsichtsregelungen und Einbindung von Streitschlichtern (Mediatoren) gewaltfreier gestalten.
Die „klassische“ Intervention bei Bullying (nach Dan Olweus) oder nach einem Gewaltfall an der Schule setzt auf drei Ebenen an:
- auf Schulebene wird eine besondere Konferenz empfohlen, auf der über alle relevanten Schüler gesprochen wird,
- auf Klassenebene werden gemeinsame Regeln erarbeitet, Mobbing als Thema direkt besprochen (neutraler Aufhänger durch Lektüre wichtig),
- auf individueller Ebene werden Gespräche mit beiden Seiten geführt (ultima ratio: Klassen- oder Schulwechsel des Täters).

## Situation in Deutschland
Es gab laut Bundesverband der Unfallkassen 2003 93.295 gemeldete „Raufunfälle“. Die Anzahl der Raufunfallrate (pro 1.000 Schüler) betrug 11,3 (an Hauptschulen 32,8). Der Bundesverband stellte in seinen Statistiken eine Abnahme gegenüber 1993 fest, ebenso bei der Frakturenquote.
Nach einer Studie von Thomas Feltes und seinen Mitarbeitern an der Ruhr-Universität Bochum 2004 unter 4.000 Schülern der achten Klassen sämtlicher Schulformen in Bochum hat „jeder fünfte Hauptschüler einen anderen Jugendlichen schon einmal so brutal verprügelt, dass dieser zum Arzt musste.“ In den zurückliegenden zwölf Monaten haben 14 % der befragten Schüler an Gesamtschulen und 8 % an Gymnasien nach eigenen Angaben eine solche Tat begangen.
Im August 2005 wandten sich 180 der 240 Lehrer der neun Hauptschulen Bochums an Barbara Sommer, damals Schulministerin von NRW, um auf Mängel und Probleme an den Schulen hinzuweisen. Hauptschulen müssten nahezu allein die Integration ausländischer Schüler übernehmen. Auf ihnen laste zudem der Zwang, abgewiesene und „abgeschulte“ Kinder und Jugendliche anderer Schulen aufzunehmen. Probleme wie Beleidigungen, Mobbing und Übergriffe auf Lehrer wurden als Folgen genannt. Das Ministerium verwies in seiner Antwort auf den Dienstweg.
Im November 2005 ereignete sich an der Alfred-Teves-Schule in Gifhorn während einer Pause eine Schülerkonfrontation, in deren Verlauf strafbare Inhalte (Gewaltvideos) auf Schülerhandys gefunden wurden. Die Schule machte das Problem mit Hilfe von Medien (unter anderem Gestaltung von Vorträgen und Schulwebseiten) publik. Die Vorgehensweise wurde bundesweit als vorbildlich bezeichnet.
Im März 2006 gingen die Lehrer der Rütli-Hauptschule in Berlin-Neukölln an die Öffentlichkeit, um auf die für sie aussichtslos erscheinende Gewaltlage hinzuweisen.
Bei einer Studie aus dem Jahr 2015 gaben ca. 30 % der befragten 10 000 Neuntklässler an, dass sie von Lehrern im vergangenen halben Jahr lächerlich gemacht und in der Klasse bloßgestellt worden seien.
Mehr als die Hälfte von 1.951 befragten Lehrer gaben 2016 in einer bundesweiten Forsa-Studie an, dass es an ihrer Schule in den letzten fünf Jahren zu psychischer Gewalt gegen sie gekommen sei. Außerdem gaben 6 % an, bereits selbst körperliche Gewalt durch Schüler oder Eltern erlebt zu haben. Der Aussage, dass die Gewalt zugenommen hat, stimmen 42 % der Lehrkräfte von Gymnasien zu, an Förderschulen 71 %.
Laut einer Forsa-Studie von 2018 im Auftrag des Lehrerverbands Bildung und Erziehung (VBE) berichteten etwa die Hälfte von 1.200 befragten Schulleitungen Fälle von psychischer Gewalt gegenüber Lehrern. An etwa einem Viertel der Schulen gab es körperliche Angriffe gegen Lehrer. Der Vorsitzende des VBE vertrat die Ansicht, dass die Ursache dafür in der Zunahme der Kinder liegt, die Störungen im Bereich emotional-soziale Entwicklung haben: Entsprechend amtlicher Schulstatisitk stieg die Zahl der Schüler (bis zur 10. Klasse) mit diesen Störungen von 0,6 % im Jahr 2007 auf 1,2 % im Jahr 2016.
Mehr als ein Viertel aller Lehrkräfte werden von Schülern beleidigt laut einer Umfrage der Gewerkschaft Erziehung und Wissenschaft von 2017, der zufolge die meisten Opfer Frauen, die meisten Täter Hauptschüler sind.

## Situation in den Vereinigten Staaten
Nach Angaben des National Center for Education Statistics (NCES) wurden in den Vereinigten Staaten im Schuljahr 2002/2003 15 Schüler getötet, es gab ferner zwei Millionen Verbrechen, darunter 150.000 schwere Verbrechen wie Vergewaltigungen oder Körperverletzungen. Der Autor Ron Suskind hat 1995 für seine Artikelserie („feature story“) über Gewalt an Schulen den Pulitzer-Preis erhalten. Er veröffentlichte die Artikelserie später in seinem Buch A Hope in the Unseen: An American Odyssey from the Inner City to the Ivy League.
Bei der Suche nach Ursachen für Gewaltexzesse darf, so der Direktor des Kriminologischen Forschungsinstituts Niedersachsen Christian Pfeiffer, nicht außer Acht gelassen werden, dass die körperliche Bestrafung von Kindern in der Schule in den Vereinigten Staaten weiterhin verbreitet ist. So wurden im Schuljahr 2006/2007 in den USA jährlich über 200.000 Kinder von ihrem Lehrer mit dem Stock gezüchtigt. Diese Gewalterfahrung in der Kindheit könne einer der Auslöser sein für einen Wunsch nach Waffenbesitz (siehe auch: Körperstrafen: Situation heute).